# Denis Jurjewitsch Salagajew
Denis Jurjewitsch Salagajew (russisch Денис Юрьевич Салагаев, wiss. Transliteration Denis Jur'evič Salagaev; * 20. Oktober 1979 in Taschtagol) ist ein ehemaliger russischer Snowboarder. Er startete in den Paralleldisziplinen und im Snowboardcross.

## Werdegang
Salagajew nahm im November 1999 in Tignes erstmals am Snowboard-Weltcup teil, wobei er 97. Platz im Riesenslalom errang. Bei der Winter-Universiade 2001 in Zakopane wurde er Elfter im Parallelslalom und Achter im Riesenslalom. In der Saison 2002/03 belegte er bei den Snowboard-Weltmeisterschaften 2003 am Kreischberg den 40. Platz im Parallelslalom sowie den 35. Rang im Parallel-Riesenslalom und bei der Winter-Universiade 2003 in Piancavallo den fünften Platz im Riesenslalom. Zudem wurde er im Snowboardcross und im Parallel-Riesenslalom jeweils russischer Meister. In der folgenden Saison errang er mit zwei dritte sowie drei erste Plätze und einen zweiten Platz jeweils den dritten Platz in der Parallel und Snowboardcross-Wertung des Europacups. Außerdem siegte er bei den russischen Meisterschaften im Parallelslalom und Parallel-Riesenslalom. In der Saison 2004/05 gewann er beim Europacup in Kiew im Parallelslalom und erreichte in Tandådalen mit dem vierten Platz im Parallel-Riesenslalom seine einzige Top-Zehn-Platzierung im Weltcup. Beim Saisonhöhepunkt, den Snowboard-Weltmeisterschaften 2005 in Whistler, fuhr er auf den 33. Platz im Snowboardcross, auf den 13. Rang im Parallelslalom und auf den neunten Platz im Parallel-Riesenslalom. Im folgenden Jahr errang er bei seiner einzigen Olympiateilnahme im Februar 2006 in Turin den 18. Platz im Parallel-Riesenslalom. In der Saison 2006/07 und 2007/08 erreichte er mit dem 27. Platz im Parallel-Weltcup sein bestes Gesamtergebnis. Bei den Snowboard-Weltmeisterschaften 2007 in Arosa belegte er den 20. Platz im Parallel-Riesenslalom und den 17. Rang im Parallelslalom. Ende März 2007 wurde er erneut russischer Meister im Parallel-Riesenslalom und Parallelslalom. Seinen 81. und damit letzten Weltcup absolvierte er im März 2008 in Chiesa in Valmalenco, welchen er auf dem 29. Platz im Parallel-Riesenslalom beendete.

## Teilnahmen an Weltmeisterschaften und Olympischen Winterspielen

### Olympische Winterspiele
- 2006 Turin: 18. Platz Parallel-Riesenslalom

### Snowboard-Weltmeisterschaften
- 2003 Kreischberg: 35. Platz Parallel-Riesenslalom, 40. Platz Parallelslalom
- 2005 Whistler: 9. Platz Parallel-Riesenslalom, 13. Platz Parallelslalom, 33. Platz Snowboardcross
- 2007 Arosa: 17. Platz Parallelslalom, 20. Platz Parallel-Riesenslalom

## Weltcup-Gesamtplatzierungen
| Saison    | Gesamt | Gesamt | Parallel | Parallel | Snowboardcross | Snowboardcross |
| Saison    | Punkte | Platz  | Punkte   | Platz    | Punkte         | Platz          |
| --------- | ------ | ------ | -------- | -------- | -------------- | -------------- |
| 1999/2000 | -      | -      | -        | -        | 4              | 127.           |
| 2001/02   | -      | -      | -        | -        | 16             | 104.           |
| 2002/03   | -      | -      | 36       | 80.      | -              | -              |
| 2003/04   | 49     | 18.    | 598      | 36.      | 126            | 60.            |
| 2004/05   | -      | -      | 755      | 36.      | 199            | 49.            |
| 2005/06   | 401    | 159.   | 383      | 44.      | 18             | 79.            |
| 2006/07   | 936    | 71.    | 936      | 27.      | -              | -              |
| 2007/08   | 899    | 96.    | 899      | 27.      | -              | -              |